# Hypogeoppia hypogea
Hypogeoppia hypogea är en kvalsterart som först beskrevs av Paoli 1908.  Hypogeoppia hypogea ingår i släktet Hypogeoppia och familjen Oppiidae. Inga underarter finns listade i Catalogue of Life.